# Gronocarus autumnalis
Gronocarus autumnalis är en skalbaggsart som beskrevs av Schaeffer 1927. Gronocarus autumnalis ingår i släktet Gronocarus och familjen Melolonthidae. Inga underarter finns listade i Catalogue of Life.